# Mieczysław Fleszar
Mieczysław Fleszar (ur. 29 października 1915 w Zakopanem, zm. 24 marca 1973 w Warszawie) – polski naukowiec, geograf, rektor Wyższej Szkoły Ekonomicznej w Poznaniu (1951–1954).

## Życiorys

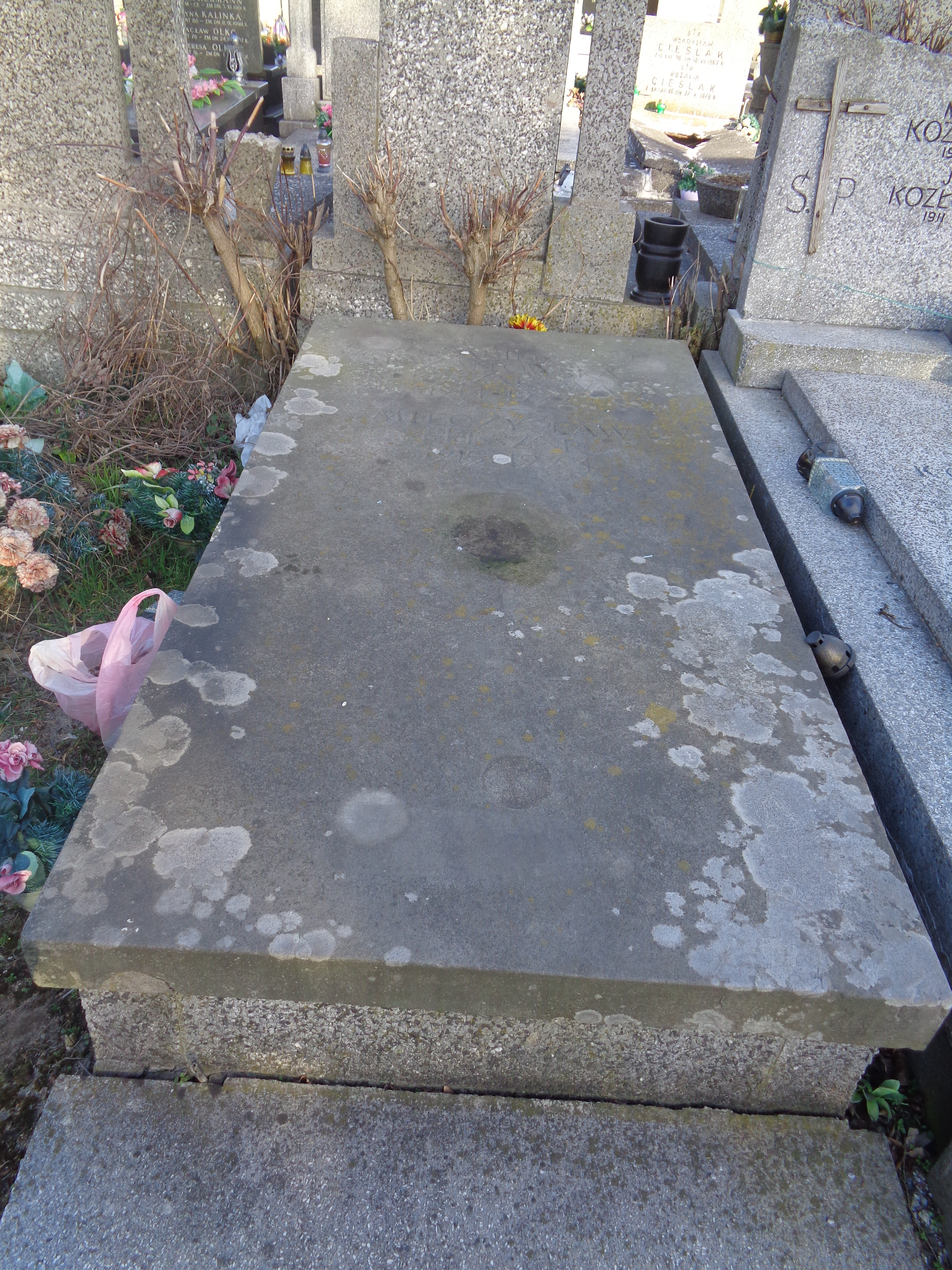
Grób profesora Mieczysława Fleszara na cmentarzu Bródnowskim.

Urodził się w rodzinie Albina Jana, geologa, majora Legionów Polskich, i Reginy z Danyszów. W latach 1934–1938 odbył studia wyższe w Szkole Głównej Handlowej w Warszawie, uzyskując tytuł magistra nauk ekonomicznych i handlowych. W roku 1935 wyjechał na studia językowe do Londynu, a w latach 1938–1939, jako stypendysta Funduszu Kultury Narodowej, przebywał w Paryżu.
W czasie II wojny światowej służył we Francji w 1 Dywizji Grenadierów PSZ. Po upadku Francji w 1940 r. dostał się do niewoli i był więźniem obozu Frontstalag 140 Belfort, z którego uciekł i dostał się w lipcu 1942 do Wielkiej Brytanii. Tam został wcielony do 1 Dywizji Pancernej i razem z nią walczył na kontynencie europejskim.
Do kraju powrócił w sierpniu 1945. Pracował w Ministerstwie Spraw Zagranicznych, m.in. brał udział w obradach Międzynarodowego Komitetu Migracyjnego w Genewie.
W 1949 został adiunktem w Zakładzie Antropogeografii Uniwersytetu Warszawskiego. Tam też się doktoryzował (1950) na podstawie rozprawy Środowisko geograficzne a rozwój społeczny. Po uzyskaniu doktoratu został zastępcą profesora w Szkole Głównej Planowania i Statystyki (obecnie SGH), następnie Kierownikiem Katedry Geografii Ekonomicznej, a przez pewien czas był także prorektorem tej uczelni. W 1951 przeszedł do Wyższej Szkoły Ekonomicznej w Poznaniu, gdzie był kierownikiem Katedry Geografii Ekonomicznej, a później do 1954 rektorem tej uczelni. W 1954 już jako docent powraca do SGPiS. W 1960 został profesorem nadzwyczajnym, a w 1968 profesorem zwyczajnym. Był również wykładowcą w Szkole Partyjnej i czynnym członkiem Koła Geografów-Marksistów. Od 1970 pracował dla Polskiego Instytutu Spraw Międzynarodowych, gdzie był kierownikiem Pracowni Ameryki Łacińskiej w Zakładzie Krajów Rozwijających się.
Opublikował ponad 180 pozycji, w tym 10 książek i podręczników akademickich oraz 50 rozpraw i artykułów naukowych.
W latach 1958–1968 był redaktorem działu recenzji książek geograficznych i podróżniczych w czasopiśmie „Nowe Książki”.
Reprezentował poglądy lewicowe, w latach 1936–1938 należał do Związku Niezależnej Młodzieży Socjalistycznej, w latach1946–1948 do PPR, a od 1948 do PZPR.
Był mężem Sabiny z Kazanowskich.
Zmarł w Warszawie, pochowany 28 marca 1973 na cmentarzu Bródnowskim (kwatera 57K-4-6).

## Publikacje (wybór)
- Najsławniejsi odkrywcy świata, „Książka i Wiedza”, Warszawa 1959.
- Azja, „Wiedza Powszechna”, Warszawa 1961.
- Europa, „Wiedza Powszechna”, Warszawa 1961.
- Zarys historii geografii ekonomicznej w Polsce do 1939 r., Wydawnictwa Geologiczne, Warszawa 1962.
- Geografia ekonomiczna świata, Państwowe Wydaw. Ekonomiczne, Warszawa 1978.

## Ordery i odznaczenia
- Krzyż Kawalerski Orderu Odrodzenia Polski (1969)[1]
- Złoty Krzyż Zasługi (22 lipca 1948)[4]
- Srebrny Krzyż Zasługi (19 lipca 1946)[5]
- Medal 10-lecia Polski Ludowej (19 stycznia 1955)[6]